# バキ外伝 烈海王は異世界転生しても一向にかまわんッッ
『バキ外伝 烈海王は異世界転生しても一向にかまわんッッ』（バキがいでん れつかいおうはいせかいてんせいしてもいっこうにかまわんッッ）は、原作：猪原賽、原案：板垣恵介、漫画：陸井栄史による日本の漫画作品。板垣恵介の漫画作品『バキシリーズ』のスピンオフ作品だが、他のスピンオフ作品と異なり板垣に公認されておらず、黙殺されている（後述）。『月刊少年チャンピオン』（秋田書店）にて2020年12月号より連載中。略称は「烈海王」。原作ではすでに故人である烈海王が中世ファンタジー調の異世界に転生し、その土地で出会った強者たちと格闘を繰り広げるという内容。
『月刊少年チャンピオン』2021年6月号ではえなこ、7月号では伊織もえと本作のコラボグラビアが掲載された。
2022年3月時点で紙と電子を合わせた累計部数は60万部を突破している。

## あらすじ
バキ本編において宮本武蔵との戦いで敗死した中国拳法の達人である烈海王は見知らぬ土地で目を覚ます。義足であった右脚も元の生身の肉体になっているなど、五体満足の状態であった。やがて烈は異世界に転移したことがわかるも、同世界では転移者は「あがく者」と呼ばれ、災いを招くとして忌避される存在だと説明される。
烈はそんな異世界の情勢など気にせず、中国武術最強を異世界に証明することを決意し、冒険に出る。

### 王都編（1-2巻）
ブラキルカ国王の遊びで、キング・ヒュドラーと戦う。

### オーガ編（3-4巻）
王都を出た烈は、森でゴブリンの群れに襲われているリンキン領主の嫡男ラウリーと出会い、助ける。彼はオーガに襲われている所領を守るため、王都に救援要請に向かう途中であった。烈はオーガという名前や語られる様子に範馬勇次郎を思い浮かべる。オーガと戦うことを決意した烈は、烈に価値を見出して勝手についてくる生き残ったゴブリンと共にリンキン領へと向かう。

### デュラハン編（4-8巻）
旅の途中、烈は同じく異世界に転移し、アンデッドのモンスターであるスケルトンになっていた師父と再会し、これを倒す。師父をスケルトンに変えたのは最上位のアンデッドであるデュラハンであり、烈の強さを気に入った彼は自身の配下にしようと呪いを掛け、姿を消す。
デュラハンにさらわれた姫を救うため、その行方を探すブールフォレア王国の騎士ロバートに呪いから助けられた烈は、師父の仇を討つため、彼やゴブリンと共に、デュラハンの居城である奈落城へと向かう。

### 海王編（8巻-）
デュラハンを倒し、ブールフォレア王国へやってきた烈は、ロバートから海には「海王」を名乗る存在がいると聞き、「比武（ちからくらべ）したい」と情報を集めるために港町オーマへ向かう。そこで佐々木小次郎の「物干し竿」を佩刀とする剣の達人ディーチャー・キングと出会う。
やがて海王の一人であるセイレーンを倒した烈は、海王は5人おり、さらにその上の「海皇」の称号を巡って争っていることを教えられる。烈は海皇を決める大擂台賽との縁を感じとり、この世界の「海皇」となることを決意するが、同時に、その海皇戦争に割って入った海神ポセイドンについて知らされる。

## 登場人物
烈 海王（れつ かいおう）
本作の主人公。外見、性格、基本情報などは本編の当該項目（烈海王）を参照。
宮本武蔵との勝負で敗死した後、五体満足の状態で異世界に転移する。同じく転移者のナカムラから異世界について教えられた後、キング・ヒュドラーとの一戦を通して、この世界のモンスターを今まで鍛え上げてきた中国武術で倒し、中国武術最強を異世界に証明することを決意する。また、異世界の動植物を素材に得意の料理も行い、行く先々で人々に振る舞う。
ゴブリン
オーガ編以降、烈に勝手についてくる人型のモンスター。群れで活動する悪臭を放つ獰猛な小鬼とされるが、人間並みの知性を持ちプライドもある。狡猾で抜け目がない一方、規格外の烈に振り回され、コメディリリーフ的な役回りも多い。
オーガ編冒頭でラウリーを襲っていたゴブリンの群れの1匹として登場する。烈によって群れが壊滅するも、今度は怨敵であるオーガと烈を戦わせて共倒れを狙うために烈に馴れ馴れしく接触してくる。魂胆はあっさりと見抜かれるものの、烈の実力に惚れ込み、「ダンナ」と呼んで同行するようになる。
種族としてのゴブリンは#オーガ編の説明を参照。

### 王都編
ナカムラシンジ
現代日本からの転移者。愚地克己の神心会の門下生で克己が烈に敗北するときにも居合わせた青年。烈に魅せられ、いつか弟子入りしようとしていた矢先にトラックに轢かれて死亡し、転移する。ブラキルカで用いられるスマホウの開発者で、この縁からブラキルカ王とも親しい。
異世界で憧れの烈を発見して歓喜し、異世界について案内する。
ギルカ・ブラキルカ10世
ブラキルカ国王。本編の徳川光成に瓜二つの小柄な老人。かつて一介の小国に過ぎなかったブラキルカを転移者のもたらす技術などを駆使して一代で大国に成長させる。転移者同士を競わせる蠱毒（偉人トーナメント）を計画して烈に目をつけるも、最終的には王都から逃げられる。
グリドール・イストン
竹竿を担いだ老人。外見は平凡な老爺だが、烈をして気配を悟らせず、竹竿を振っただけで音速波を放ち、蜥蜴人の尻尾を切断するなど戦闘の達人。その正体は、かつて竿一本で一万匹の炎竜を倒したドラゴンスレイヤーで、現在は王国近衛団の師範を務める。
天草四郎時貞（あまくさしろうときさだ）
転移者。天草四郎本人。典型的な「あがく者」（強烈な勝利への意欲を持ちながら死んだ敗者）で、火炎を主体とした魔法を使う。転移したばかりの烈に興味を持ち、信者を使って呼び寄せる。烈と一戦交えた後、偉人トーナメントで雌雄を決することを予告するが、烈が王都を脱したため、以降は未登場。
キング・ヒュドラー
9つの首を持つ巨獣。首をいくら刎ねても即座に再生し、さらに強力な姿となる。かつてブラキルカ王国領に現われ、山脈の形が変化するほどの災いをもたらす。国王軍によって討伐されたと思われていたが、イストンをリーダーとする討伐隊によって150名の兵を犠牲に捕獲され、城の地下に封印されていた。
偉人トーナメントを前に烈の力量を図りたいブラキルカによって、烈と戦わされる。最終的に心臓を潰されて倒されるが、烈に異世界のモンスターと戦う喜びを教えさせ、彼が王都から脱する動機となる。
リザードマン（蜥蜴人）
王都の酒場の客である亜人。鰐に似た外見をしている。烈をも超える屈強な肉体を持ち、危険害獣のコカトリスも平気で食べる。爪や牙といった天然の武具や、鎧のように硬い鱗に覆われた筋肉から「肉体の強靭さはピクルに匹敵する」と烈に評される。
コカトリス
特定指定幻獣。蛇の尻尾とドラゴンの羽を持つ三眼の鶏で、血液は猛毒。

### オーガ編
ラウリー・リンキン
リンキン伯爵の嫡男。人望厚く、将来の領主と見なされている好青年。オーガ問題に対して王都に助けを求めに行く途中、烈に助けられる。烈の強さを知るとオーガに対抗できると考え、リンキン領に招く。
カレン
ラウリーの従者である女性エルフ。
リンキン伯爵
リンキン領主。謎の宝具「幸福の杖」を持つ情緒不安な老爺。民の幸福を第一に考える領主であったが現在その目は血走って痩せこけ、暴力的な言動が目立つようになっている。
オーガ（鬼）
人型の最上位モンスター。山に入り込んだ人間を喰う。彼らの縄張りに手を出さなければ向こうから襲ってくることはないはずであったが、何故かリンキン領を襲う個体が現れ、圧倒的な戦闘力で領民を殺していく。
ピクルのような戦闘形態があり、その突進は強力無比。また、その名前などから範馬勇次郎を烈に思い起こさせる。
ジャイアントボア（巨大猪）
オーガ編冒頭において王都を脱出したばかりの烈に仕留められた、その名の通りの巨大な猪。
ゴブリン（小鬼）
小柄な体格の人形のモンスター。群れで活動し、人を襲いもする。人間並みの知性を持ち、武器を用い、また死を恐れず集団で突撃を行う。オーガ編冒頭において群れでラウリー一行に襲いかかるが、偶然通りかかった烈と戦うことになる。ゴブリンそれ自体をヌンチャクとして用いられ全滅する。

### デュラハン編
ロバート＝ホゥワード
ブールフォレア王国の騎士。力と技を兼ね備えた巨漢で、雷撃魔法を込められた大剣「カラドボルグ」を使いこなす。デュラハンに攫われた姫を救い出すため、ブラキルカ王国に密入国し、単身で行方を追う。
デュラハン編序盤において、デュラハンに呪い（血の洗礼）を掛けられた烈を救い、以降、ゴブリンを交えた3人で彼の居城・奈落城を目指す。実は姫とは恋仲にある。
烈の師父
デュラハン配下のスケルトンの一体。生前は白林寺の拳法家であり、烈の師父の1人で親代わりとも言える人物であった。烈が海王の称号を得た後、白林寺を去って武者修行に出るも台湾で龍書文らしき男に敗死し、異世界に転生していた。そこで転生した烈と同様に身一つで戦い抜く生活に喜びを見出すもデュラハンに敗北し、命乞いをして配下のスケルトンになる。
骨だけの身体ゆえの生身では不可能な中国武術を駆使し、烈に対して自分は優れた存在になったと誇る。しかし、烈の消力とマッハ突きによって完敗し、素直に負けを認めたところを、突如現れたデュラハンによって馬の足で粉砕され消滅する。
首無し騎士・デュラハン
最高位のアンデッドモンスター。デュラハン編におけるボス。甲冑の槍騎士で頭部と胴体が離れており、また胴体部分は実は中身がない。奈落城を拠点とし、アンデッド系の頂点として君臨する。強力な魔力を持ち魔法に長けるが武術家としても一流で、こちらの世界でいうレスリング技に長け、その特殊な身体構造を駆使したトリッキーな技も用いる。
実は膨大な魔力と触媒の懐中時計を用いて時間を操作する魔法を用いることができる。膨大な魔力を持つジョアンナを攫い、大量の魔法石に魔力を移すことで太陽の時間を止めて永遠の夜をもたらし、「冥王」となる野望を抱いている。
ジョアンナ
ブールフォレア王国の姫。膨大な魔力を持っていたが、デュラハンに目をつけられ攫われる。
スライム
第39-41話に登場するモンスター。粘体生物。打撃が通じず、触れた生物を飲み込み、消化してしまう。烈は中国の伝説上の怪異「泥」と同一とみなす。奈落城へ向かう烈一行に襲いかかる。
サハギン（魚人）の武器屋
キャラバン（移動商店）の武器屋を営む魚人（サハギン）。元一流の冒険者であったがデュラハンに囚われ下半身はアンデッド化している。奈落城からの脱出後、一流の冒険者には一流の武器が重要という持論から、豊富な武器を揃えた武器屋を始めた。
奈落城へ向かう烈一行と出会い、ロバートが持つ「輝く多面積」を代金に武器や情報を売る。海王編ではキングの回想に登場し、彼に「物干し竿」を売る。
ガーゴイル（石像鬼）
第43-44話に登場するモンスター。動く石像のモンスター。羽を持ち身軽に空を飛ぶこともできる。地下にある奈落城に至る洞窟の入口の遺跡に配置されていた守護者であり、集団で烈一行を襲うが、鏢（ひょう、中国の手裏剣）ですべて撃ち落とされた後、ロバートの雷撃魔法で全滅させられる。
ゴーレム（岩石巨人）
第45話に登場するモンスター。岩石でできた巨大人形のモンスター。ガーゴイルに続く守護者として岩壁に擬態して烈一行に襲いかかるも魔拳の打岩で球状にされ倒される。綺麗な球形になるも、烈の想定より遥かに脆く、またたく間に砂になる。
地下砂漠のサラマンダー（炎蜥蜴）
奈落城のある地下砂漠の主。通常のサラマンダーより遥かに巨体で吐き出す炎攻撃も強力。烈一行に襲いかかるが、愚地独歩の「廻し受け」を用いた烈に火炎攻撃を完全に防がれ、そのまま急所の鼓膜を一撃で破壊され死亡する。
アンデッドのミノタウロス（牛頭鬼）
デュラハン配下のモンスター。通常でも強力なモンスターであるミノタウロスを、デュラハンがアンデッド化及び改造して強化している。腕力はオーガも凌駕し、奈落城を400年にわたり守ってきたとする。
デュラハンの催しとして、奈落城へやってきた烈一行を闘技場にてヘルハウンドと共に迎え撃つ。烈には手も足も出ず、激怒して味方のヘルハウンドも気にしない無差別攻撃でロバートには重傷を与えるも、やはり烈には通用せず、容易く倒される。
ヘルハウンド（地獄の猟犬）
デュラハン配下のモンスター。猟犬のモンスター。作中には炎属性と氷属性の2種類が登場し、ミノタウロスとともに烈一行を迎え撃つ。

### 海王編
ディーチャー・キング
烈が港町オーマで出会った謎の剣士。異世界まで流れ着いた佐々木小次郎の「物干し竿」を佩刀としている。キングという本名に恥じぬ偉業を成すことを夢見ている。
メルヴィル
ブールフォレア王国沖で活動する海賊船の老船長。義手に義足、三角帽という一般にイメージされる海賊船長の格好をしている。烈やキングを乗せた船を襲うも、キングとの一対一の対決に敗れ、船ごと彼の軍門に降る。
50年前に故郷を滅ぼした海の怪物ケートス（通称白鯨）を倒すために海に出て海賊となり、20年前に復讐を果たしたことから「白鯨殺し」の異名を持つ。
セイレーン（海妖婦）
海王の一人。巨大な人魚で、敵に歌声で幻覚を見せて同士討ちさせる戦法を得意とする。
ポセイドン
海の神。魚たちの背を渡って悠々と海上を歩く。海王たちとのケンカを娯楽としており、烈などの人間は眼中にもない。本気の一撃は島を消し飛ばす威力がある。

### その他
サイクロプス（一つ目巨人）
第2巻収録の特別編に登場したモンスター。迷宮の主で他の冒険者を寄せ付けない強さを持っていたが、烈には「理に敵わぬ容姿」と評され、空気弾の目潰しで怯まされてから転蓮華であっさり倒される。彼が守っていた宝箱は烈に放置され、「持ち主求む」として冒険者ギルドに預けられる。
ロック鳥
第29-31話に登場するモンスター。岩山の頂に営巣する巨鳥。数メートルの巨躯と獰猛な生態を持つ。卵は栄養豊富かつ美味で、付近の人里では万病に効くと信じられている。近隣に住む少年の頼みを受けて卵を奪いに来た烈と戦う。
ドッペルゲンガー（影法師）
第61-62話に登場するモンスター。記憶を読み取って、本人そっくりの幻想を見せ騙そうとする妖魔。本体は梟のような小型の石像。騙した記憶を消すこともできる。港町オーマに向かう途中の烈一行に襲いかかるがすべて失敗し、最後は諦める。

## 用語
あがく者
勝利を渇望しながらも敗れて死んだ者や、歴史に偉業をなしながら不遇にも敗れた者たち。天草四郎の説明によれば、彼は追加能力（ちいとすきる）を与えられて異世界に転生し、互いを潰しあって、たった一人生き残った者だけが追加能力を持ったまま元の世界に帰れるとされる。天草四郎の他、織田信長、源義経、武蔵坊弁慶、ナポレオンなどが存在する。
ブラキルカ国王都クシル
ナカムラが拠点としている街。約5キロ四方の城塞都市で、人間と異種族（蜥蜴人）などが共存できている模様。典型的な中世ファンタジー調の世界であるが、魔法石板（スマート・マジック・フォン、通称スマホウ）があり、電子決済の真似事ができる。
スマホウ
ブラキルカ国で普及している道具。知識を蓄積できる魔法鉱石にナカムラが現代のスマートフォンの概念を転写することでそれに近い機能を有している。スマホウを駆使した情報戦により、資源に乏しい小国に過ぎなかったブラキルカは大きな経済発展を遂げ、近隣列国に肩を並べるまでになった。

## 制作背景

### 連載開始
2020年に秋田書店の公式オンラインストアを盛り上げる実録漫画『月チャン編集部の秋田書店オンラインストア向上委員会』が『月刊少年チャンピオン』に掲載された。その打ち合わせにて、作者の陸井から「烈海王　異世界転生」というアイデアが出て、漫画の中でネタとして登場。それがかなりの反響を得たため、『月刊少年チャンピオン』の編集長である信田が「これだけ反響があるんだったら、実際にやらないのは秋田書店としてどうなのか」と言い、実際に連載が開始されることになった。連載前から話題になったこともあり、連載開始から3号目の『月刊少年チャンピオン』2021年2月号では一挙3話掲載された。

### 板垣の反応
本作の担当編集・中村は、過去に『週刊少年チャンピオン』編集部で『刃牙道』の担当をしていた。そのため中村は気が進まずにいたが、編集長から圧をかけられ、震える思いで本作のことを板垣に伝えたという。板垣は「作品はいじってくれていい」と言うタイプだが、スピンオフはハードルが高く、烈が大事なキャラクターであることもあり、中村は板垣に「陸井が烈を描く」という報告だけをしていた。
中村が本作を板垣に見せたのは、雑誌が出来上がった当日の夜だったという。板垣は一読して「異世界ってなんだ？」「なんで死んだらこんなとこに行くんだ？」と中村に尋ねた。中村は「異世界とはこういうものだ」と板垣に説明し、「非公認で構わないから始めさせてほしい」と頼んだという。中村によると、本作について板垣の反応は「楽しんでいただけた」らしい。

### 陸井の画力
板垣が「俺の原稿を使ったな！」「描いた記憶あるよ」と感心するほどの画力であるが、すべて陸井が描いている。しかしこれは学生時代からの独学によるもので、陸井に板垣の下でのアシスタント経験はなく、むしろアシスタント募集に落ちた経歴があった。陸井によると、絵柄は『グラップラー刃牙』と『バキ』の中間に寄せることを意識している。
陸井の絵については、秋田書店取締役で『グラップラー刃牙』を立ち上げた沢考史も絶賛している。中村は「今後、全ページを陸井が描いたとは思えないような原稿がくることを楽しみにしている」という。

### 制作体制
連載開始直後は陸井が単独で執筆していたが、中村によると「刃牙のノリを再現しながら異世界転生的なネームを作るのと、さらに板垣の絵に寄せていく作業を同時にやるのは難しく」、脚本として猪原が参加することになった。中村と猪原から「陸井がそう言うなら刃牙はそう」だと言われるほど、一番バキシリーズに詳しいのは陸井である。陸井は今後について、「猪原と協力し、皆が見たい烈海王を描ければ」と語っている。

## 書誌情報
- 原作：猪原賽、原案：板垣恵介、漫画：陸井栄史『バキ外伝 烈海王は異世界転生しても一向にかまわんッッ』秋田書店〈少年チャンピオンコミックス〉、既刊14巻（2025年6月6日現在）
  1. 2021年5月15日発行（5月7日発売[8][9]）、ISBN 978-4-253-29211-5
  2. 2021年6月15日発行（6月8日発売[10]）、ISBN 978-4-253-29212-2
  3. 2021年10月15日発行（10月8日発売[11]）、ISBN 978-4-253-29213-9
  4. 2022年3月15日発行（3月8日発売[12]）、ISBN 978-4-253-29214-6
  5. 2022年6月15日発行（6月8日発売[13]）、ISBN 978-4-253-29215-3
  6. 2022年11月15日発行（11月8日発売[14]）、ISBN 978-4-253-29216-0
  7. 2023年3月15日発行（3月8日発売[15]）、ISBN 978-4-253-29217-7
  8. 2023年6月15日発行（6月8日発売[16]）、ISBN 978-4-253-29218-4
  9. 2023年11月15日発行（11月8日発売[17]）、ISBN 978-4-253-29219-1
  10. 2024年3月15日発行（3月7日発売[18]）、ISBN 978-4-253-29220-7
  11. 2024年6月15日発行（6月7日発売[19]）、ISBN 978-4-253-29244-3
  12. 2024年11月15日発行（11月8日発売[20]）、ISBN 978-4-253-29245-0
  13. 2025年3月15日発行（3月7日発売[21]）、ISBN 978-4-253-29246-7
  14. 2025年6月6日発売[22]、ISBN 978-4-253-29247-4